# 5,6-diidrossi-3-metil-2-osso-1,2,5,6-tetraidrochinolina deidrogenasi
La 5,6-diidrossi-3-metil-2-osso-1,2,5,6-tetraidrochinolina deidrogenasi è un enzima appartenente alla classe delle ossidoreduttasi, che catalizza la seguente reazione:
5,6-diidrossi-3-metil-2-osso-1,2,5,6-tetraidrochinolina + NAD+ ⇄ 5,6-diidrossi-3-metil-2-osso-1,2-diidrochinolina + NADH + H+
L'enzima agisce nella direzione inversa, per formare parte della via di degradazione della 3-metilchinolina nei batteri.